# Dicheros miksici
Dicheros miksici är en skalbaggsart som beskrevs av Pavicevic 1984. Dicheros miksici ingår i släktet Dicheros och familjen Cetoniidae. Inga underarter finns listade i Catalogue of Life.